# Pin-čou
Pin-čou (čínsky pchin-jinem Bīnzhōu, znaky 滨州) je městská prefektura v Čínské lidové republice. Leží v provincii Šan-tung. K roku 2020 v ní na devíti tisících kilometrech čtverečných žily téměř čtyři miliony lidí.

## Poloha
Pin-čou leží na severním okraji provincie Šan-tung převážně na severním břehu Žluté řeky. Na jihozápadě hraničí Pin-čou s Ťi-nanem, hlavním městem provincie, na západě s Te-čou, na jihu s C’-po, na východě s Tung-jingem a na severu s provincií Che-pej. Malou část severní hranice tvoří břeh Pochajské zátoky.

## Administrativní členění
Městská prefektura Pin-čou se člení na sedm celků okresní úrovně, a sice dva městské obvody, jeden městský okres a čtyři okresy.
| Pin-čcheng Čan-chua městský okres · Cou-pching okres · Chuej-min okres · Jang-sin okres · Wu-ti okres · Po-sing |        |                       |                    |                                  |
| Název | Název  | Počet obyvatel (2020) | Rozloha km² (2020) | Hustota zalidnění (obyv. na km²) |
| český přepis | znaky  | Počet obyvatel (2020) | Rozloha km² (2020) | Hustota zalidnění (obyv. na km²) |
| Městské obvody                                                                                                  |        |                       |                    |                                  |
| Pin-čcheng | 滨城区 | 853 649               | 1 042              | 819                              |
| Čan-chua | 沾化区 | 334 948               | 1 736              | 193                              |
| Městský okres                                                                                                   |        |                       |                    |                                  |
| Cou-pching | 邹平市 | 774 517               | 1 252              | 619                              |
| Okresy |        |                       |                    |                                  |
| Chuej-min | 惠民县 | 569 975               | 1 369              | 416                              |
| Jang-sin | 阳信县 | 421 502               | 791                | 533                              |
| Wu-ti | 无棣县 | 465 837               | 1 982              | 235                              |
| Po-sing | 博兴县 | 508 140               | 856                | 567                              |
| |        |                       |                    |                                  |
| Celkem | Celkem | 3 928 568             | 9 069              | 433                              |